# V525 Андромеды
V525 Андромеды (лат. V525 Andromedae) — двойная затменная переменная звезда типа Алголя (EA) в созвездии Андромеды на расстоянии приблизительно 1408 световых лет (около 432 парсеков) от Солнца. Видимая звёздная величина звезды — от +11,55m до +11,2m. Орбитальный период — около 1,429 суток.

## Характеристики
Первый компонент — жёлтая эруптивная переменная звезда типа RS Гончих Псов (RS) спектрального класса G. Радиус — около 2,42 солнечных, светимость — около 5,348 солнечных. Эффективная температура — около 5637 K.